# Маннинг (Южная Каролина)
Маннинг (англ. Manning) — крупнейший город и административный центр (столица) округа Кларендон в штате Южная Каролина в Соединённых Штатах Америки.
Согласно результатам переписи населения США, проведённой в 2020 году, число жителей города составляло 3878 человек, что, для такого небольшого населённого пункта, существенно меньше (− 5,6%), чем было во время предыдущей переписи прошедшей в 2010 году (4108 человек).

## История
Город был назван в честь Джона Лоуренса Мэннинга, который был избран в обе палаты Генеральной Ассамблеи. Позднее Ассамблея избрала его губернатором Южной Каролины.

## География
Город Маннинг расположен недалеко от географического центра округа Кларендон к югу от реки Покоталиго, притока реки Блэк-Ривер на высоте около 38 метров над уровнем моря.
В соответствии с данными указанными на сайте центрального статистического органа страны — Бюро переписи населения США, общая площадь Маннинга составляет 7,15 км² (2,76 квадратные мили) и вся эта территория представляет собой сушу.